# Березань (станція)
Березань — проміжна залізнична станція 4-го класу Київської дирекції Південно-Західної залізниці на електрифікованій лінії Київ — Полтава між зупинним пунктом Поліський (4,8 км) та зупинним пунктом Хмельовик (7,8 км). Розташована в місті Березань Броварського району Київської області.

## Історія
Станція відкрита у 1901 році, одночасно з відкриттям руху поїздів дільниці Дарниця — Полтава. 
Під час німецько-радянської війни станція не функціонувала, але вже з 7 червня 1945 року станцію було відновлено, так само, як і рух пасажирських та вантажних поїздів. 
У 1973 році станція електрифікована змінним струмом (~25 кВ) в складі дільниці Баришівка — Яготин. Збереглася стара будівля вокзалу.

## Пасажирське сполучення
На станції Березань зупиняються приміські електропоїзди Яготинського напрямку.